# 石塚弘章
石塚 弘章（いしづか ひろあき、1993年12月28日 - ）は、元ラグビーユニオン選手。

## 略歴
成城学園中学校時代からラグビーを始めた。
2012年、成城学園高校を卒業後、成城大学に入る。
2014年2月、成城大学ラグビー部の副将に就任した。
2014年8月-9月、7人制日本代表に選ばれ、アジアセブンズシリーズで代表2キャップを獲得。
2016年、成城大学卒業後、ヤマハ発動機ジュビロ(現・静岡ブルーレヴズ)に加入。
2017年10月8日に行われたジャパンラグビートップリーグ第7節のNECグリーンロケッツ戦に先発出場で日本での公式戦初出場を果たす。
2025年5月、静岡ブルーレヴズを退団、選手引退した。